# Museo Ringling

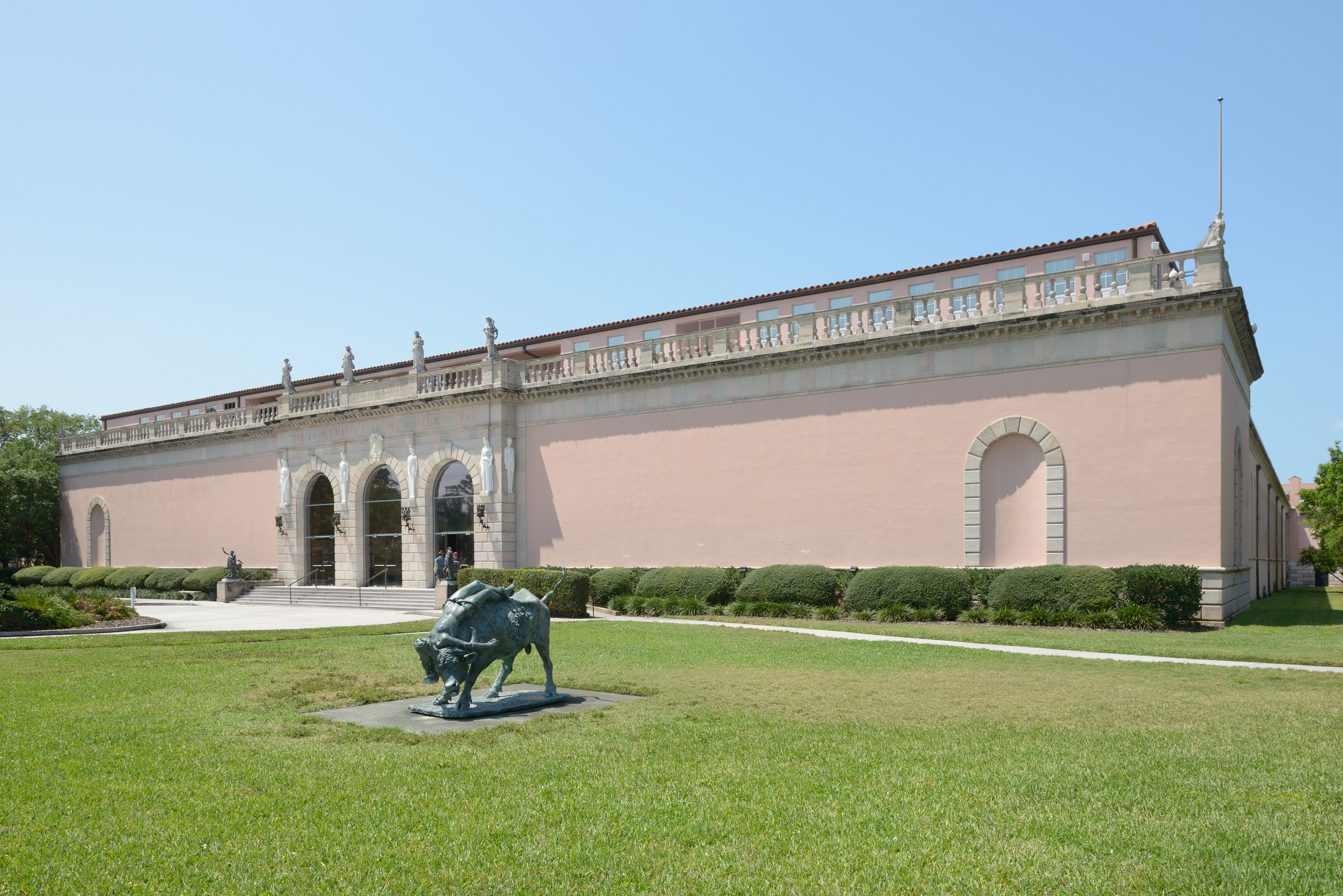
El edificio del museo

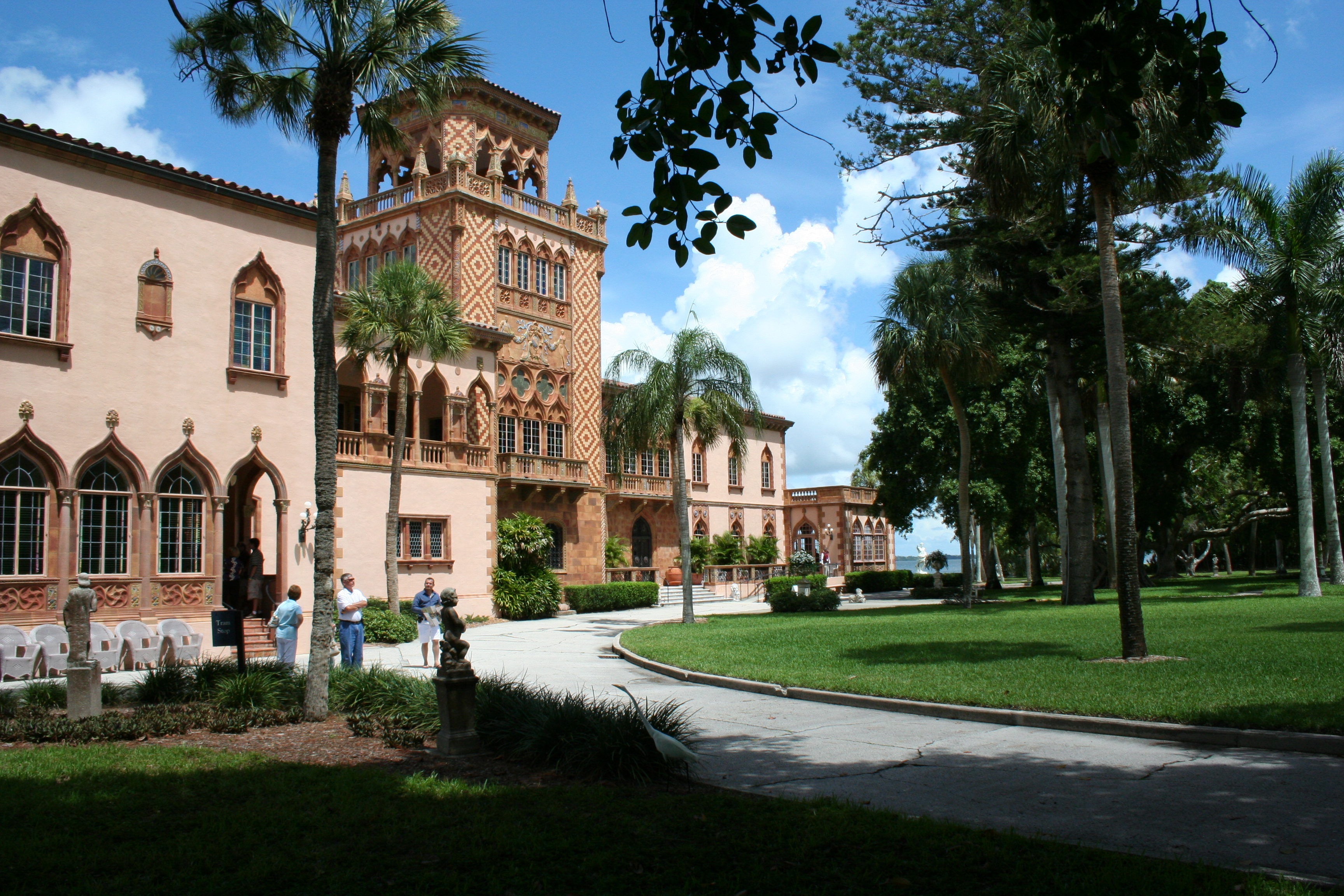
Fachada del palacio Cà d'Zan, residencia del matrimonio Ringling vecina al museo.

El Museo Ringling de Arte (en su nombre oficial, John and Mable Ringling Museum of Art) es el mayor atractivo cultural de la ciudad de Sarasota y formalmente el museo de arte del Estado de Florida (EE. UU.). Es de origen privado pues se inauguró en 1931 con la colección privada del empresario de circo John Ringling y de su esposa Mable, a los que debe su nombre. Este museo se engloba en un amplio complejo cultural y recreativo, que también incluye la mansión del matrimonio Ringling, jardines con valiosas especies botánicas, un centro educativo y un Museo del Circo. Después del fallecimiento de Mr. Ringling todo este conjunto pasó a ser propiedad pública. La pinacoteca es la más importante de Florida, ha seguido enriqueciendo su colección y desde el año 2000 se halla bajo tutela de la Universidad Estatal de Florida (Florida State University).

## Un palacio veneciano en Florida

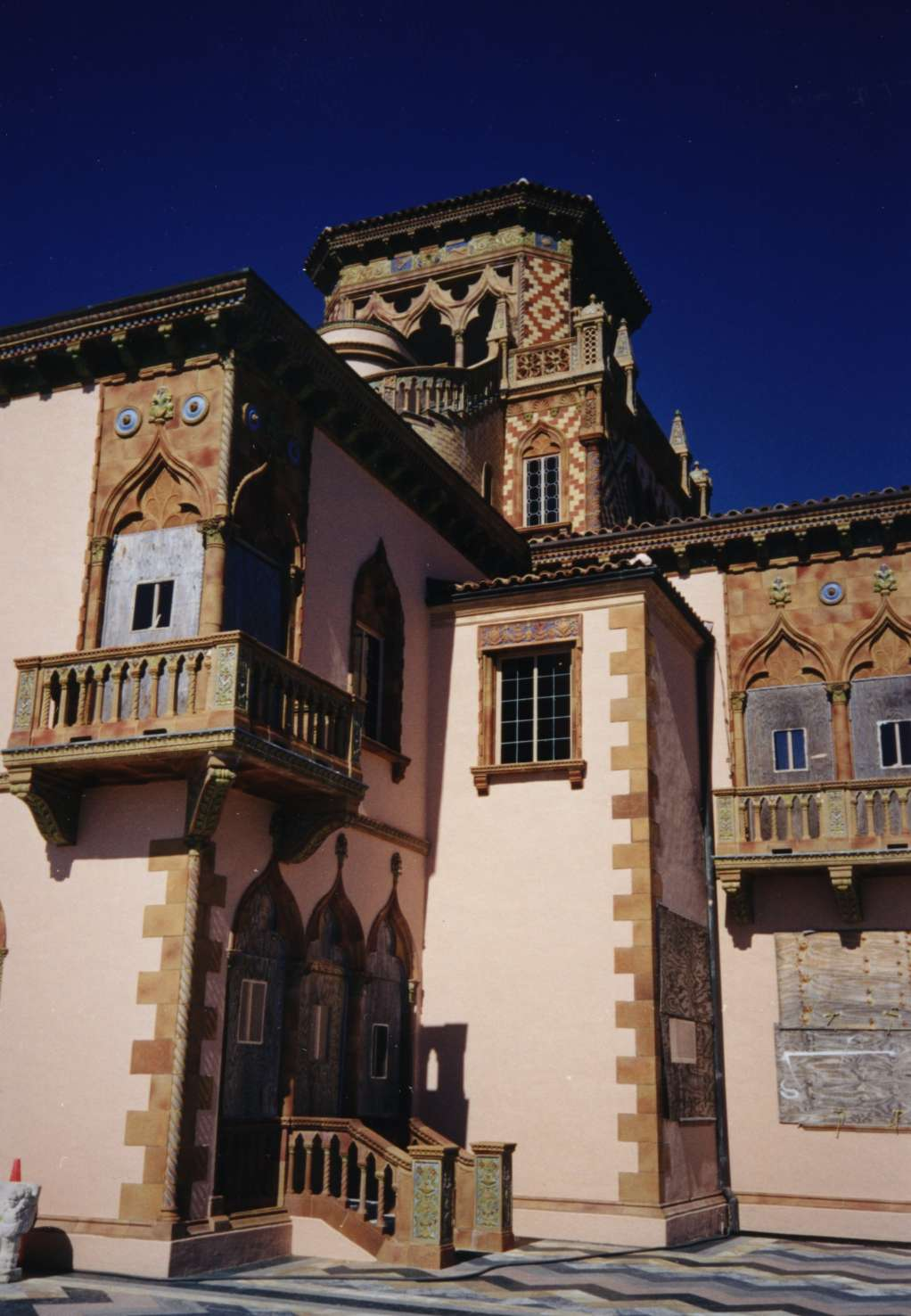
Lateral del palacio Cà d'Zan.

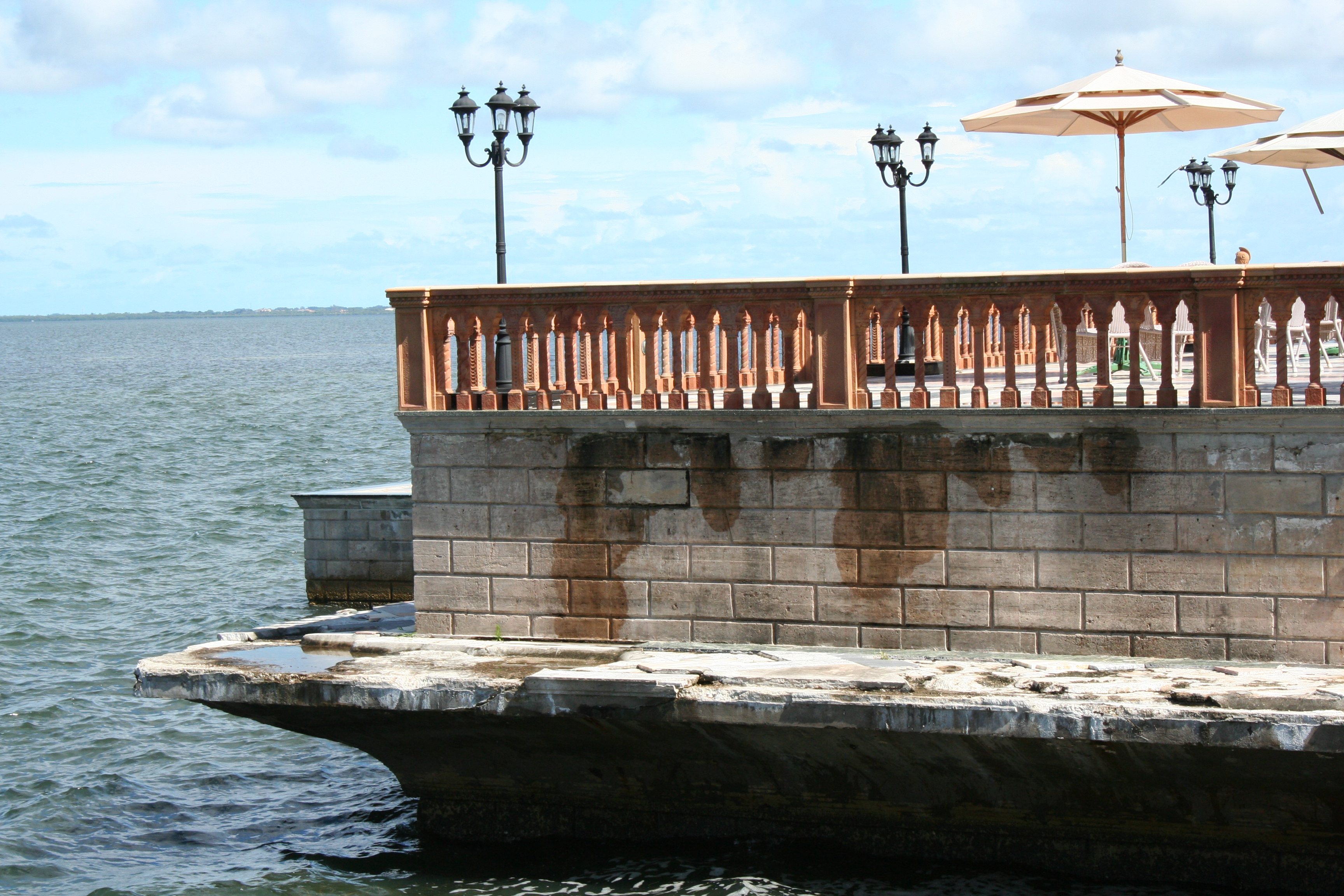
Embarcadero del palacio a orillas de la bahía, al modo de los muelles de Venecia.

La propiedad Ringling ocupa una extensión de 66 acres (unas 26,7 hectáreas) a orillas de la bahía de Sarasota. Los Ringling eligieron este lugar, de clima cálido y entonces poco conocido, para pasar los inviernos y decidieron promoverlo como destino turístico. Con fines inversores, llegarían a adquirir casi un 25% de los terrenos de la localidad. 
Como primer paso, John Ringling construyó su mansión en primera línea de la costa y la llamó «Cà d'Zan», que en dialecto veneciano significa «la casa de John». Las obras se realizaron en apenas dos años (1924-26) con planos del arquitecto Dwight James Baum, de Nueva York, y costaron la astronómica suma de 1,5 millones de dólares de la época. Imitando la arquitectura veneciana, la mansión tiene los balcones y ventanas rematados en arcos apuntados y cuenta con un muelle o embarcadero a sus pies. A él se orienta una galería elevada que recuerda a la del Palacio Ducal de Venecia. Cà d'Zan es un edificio de escala señorial: 5.000 metros cuadrados para 56 estancias, de las que 18 son cuartos de baño, y un belvedere (torre-mirador) de unos 30 metros de altura. Conserva su decoración original y tras un largo declive fue remozado con un coste de 15 millones de dólares. Es considerado «la última gran mansión de la Edad Dorada» de Estados Unidos, reflejo de la opulencia anterior al Crack de 1929. 
En 1948, se sumó a la propiedad Ringling el Teatro de Asolo de 1798, cuyo escenario y palcos fueron desmontados de su ubicación original en Asolo (Italia) y transportados aquí. En 2006, tras una larga restauración, este coliseo de gusto rococó fue reabierto en el llamado Pabellón de Visitantes y actualmente alberga espectáculos.
John Ringling es ahora recordado por su próspera actividad en el mundo del circo, si bien su fortuna se debió en mayor medida a las inversiones inmobiliarias y a otros negocios. Él y su esposa Mable están enterrados en una rosaleda que forma parte de los extensos jardines de la propiedad.

## El museo

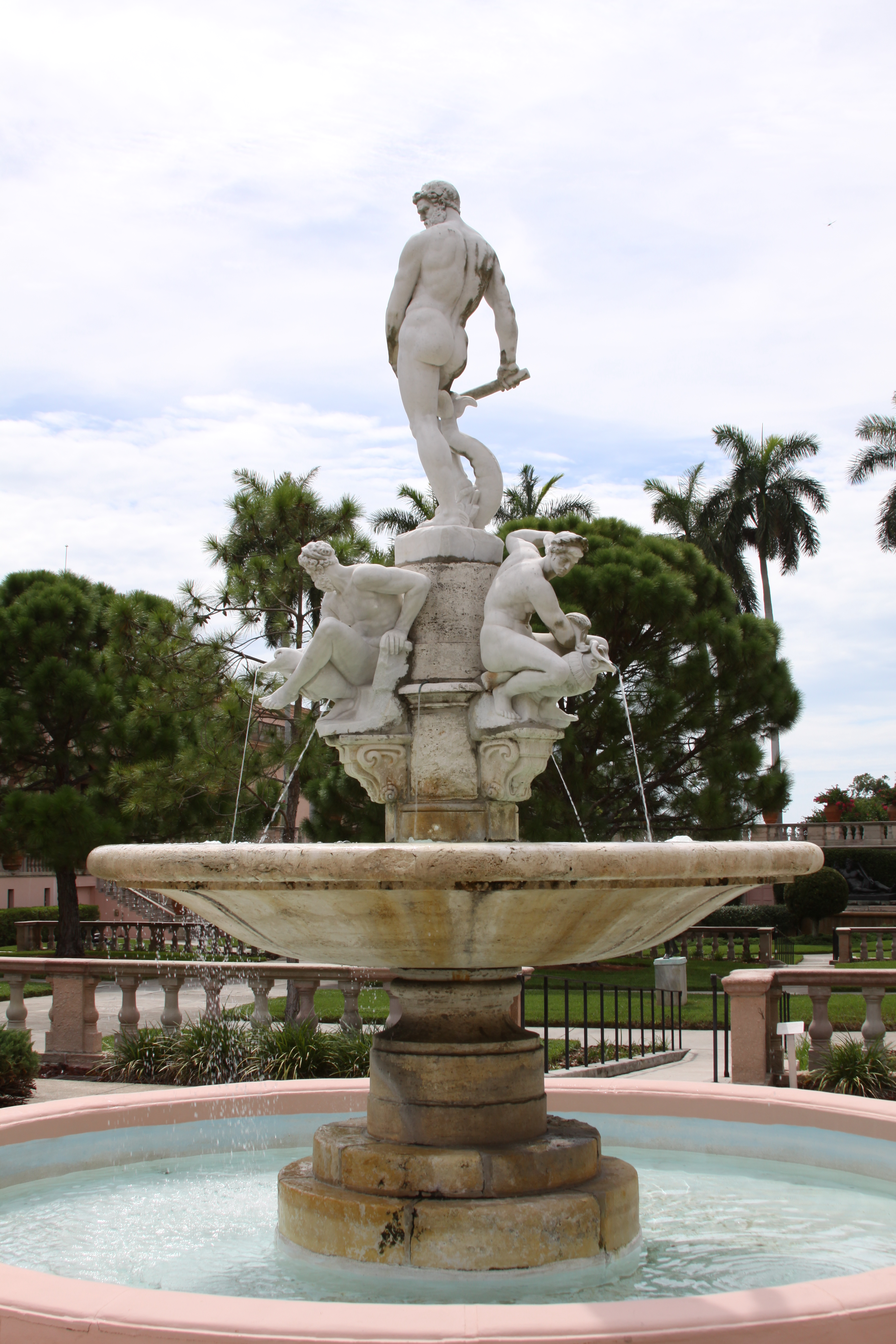
Fuente de Neptuno en el patio del museo, es una copia de la fuente del realizada por Juan de Bolonia y ubicada en los Jardines de Boboli de Florencia.

El museo de arte fue constituido formalmente en 1927. El edificio que lo alberga es una gran mole independiente con planta en forma de U, que abraza un patio ajardinado. Este espacio está presidido por copias del David de Miguel Ángel y de dos fuentes monumentales: la Fuente de las Tortugas de Roma y la Fuente de Neptuno de los Jardines de Boboli de Florencia. 
Las fachadas clasicistas y más bien sobrias contrastan con los lujosos interiores del museo: paredes tapizadas, suelos y zócalos de madera, techos con bóvedas y relieves... El diseño se debe al arquitecto John Phillips de Nueva York, y el edificio se terminó en difíciles circunstancias económicas. Los Ringling sufrieron la crisis inmobiliaria que azotó Florida en 1927 y después el Crack de 1929, pero mediante créditos culminaron su proyecto. Las obras se desarrollaron entre 1928 y 1931, año en que el museo se inauguró. Recreando el ambiente de los Uffizi y demás pinacotecas europeas, las salas están ambientadas a la antigua: las paredes lucen colores vistosos, columnas de mármol flanquean las puertas, y los cuadros se acumulan colgados a varias alturas junto a muebles, esculturas y demás objetos.
Tanto el museo como la mansión atravesaron una larga crisis tras el fallecimiento de Mr. Ringling en 1936. Él había legado toda la propiedad y su contenido a las instituciones públicas, pero su deseo fue dificultado por diversos acreedores. Tras una década de litigios, el gobierno del Estado de Florida se impuso y retuvo el legado unido. A pesar de ello, no hizo buen uso de él: mantuvo el palacio cerrado a las visitas, y el museo se quedó anticuado. La situación se agravó en la década de 1990, y finalmente las autoridades accedieron a invertir una gran cifra para recuperar todo el conjunto, a condición de que las aportaciones privadas llegasen a 50 millones de dólares. Este objetivo era casi imposible, pero contra todo pronóstico las donaciones llegaron a 55 millones. En el año 2000, el museo pasó a ser gestionado por la Universidad Estatal.

### Colecciones
El Museo Ringling consta de 21 galerías o grandes salas decoradas de forma diferenciada. Exhiben arte europeo, piezas arqueológicas de Chipre, arte asiático, y luego ha ido sumando arte contemporáneo. En 2002, el museo recibió como donación la llamada Koger Collection de cerámicas chinas. En total, incluyendo objetos decorativos, fotografías, grabados y demás, suma unas 10 000 piezas. A fin de ganar amplitud y acoger mejor las exposiciones temporales, en 2007 el centro inauguró una nueva galería, la llamada Searing Wing, con un coste de 76 millones de dólares.

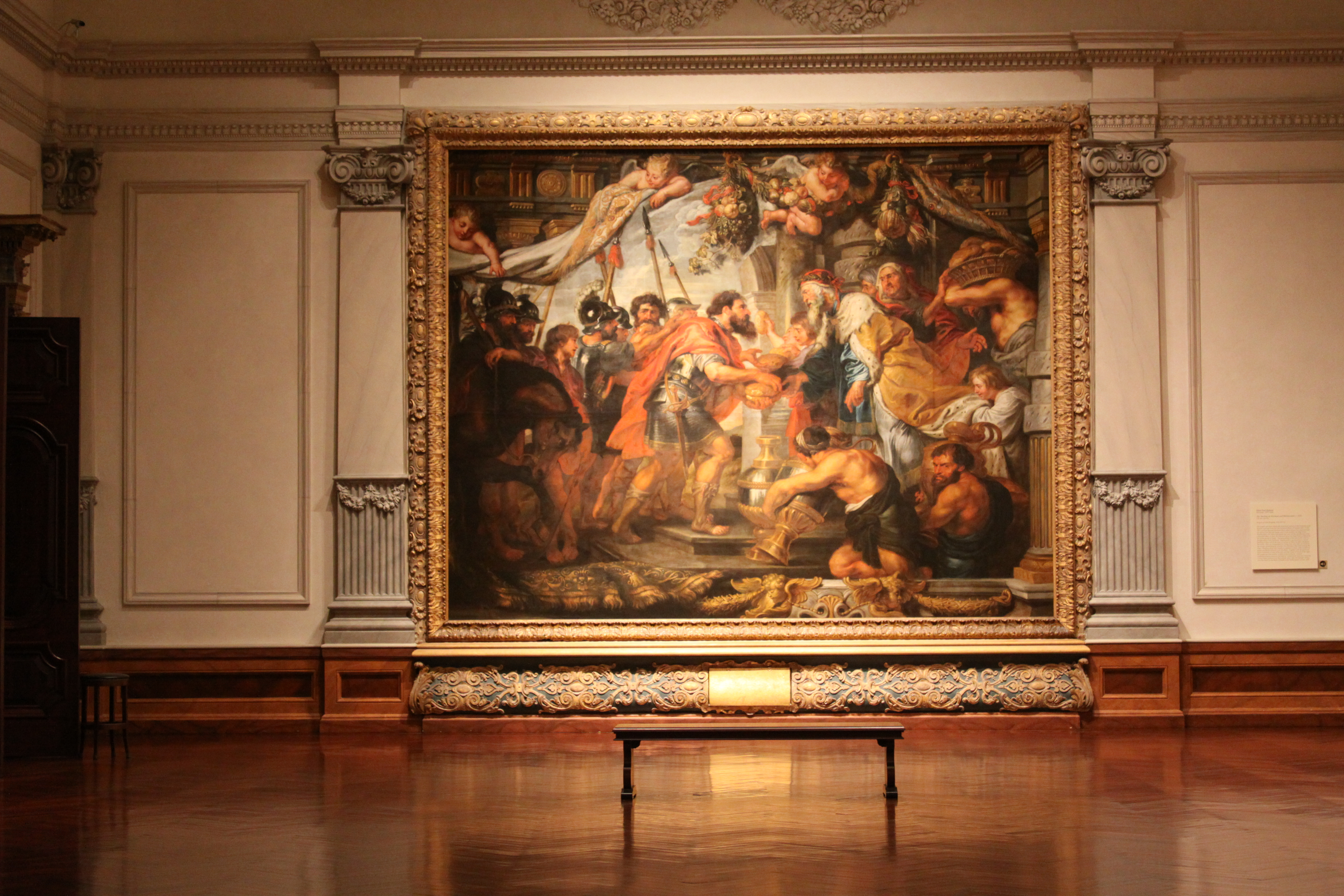
Sala de Rubens en el interior del museo de arte donde se exhibe la obra Encuentro de Abraham y Melquisedec (1625).

La colección de pintura europea incluye una obra ilustre, La Sultana Rossa de Tiziano, curioso retrato femenino que Giorgio Vasari identificó como Roxelana, la esposa de Suleimán el Magnífico. No le va a la zaga el retrato Felipe IV con jubón amarillo, atribuido a Velázquez, donde el rey posa con un atuendo inusualmente llamativo. Este cuadro figuró en la exposición antológica del artista, celebrada en el Museo del Prado de Madrid en 1990. El repertorio de pintura española es relativamente importante pues cuenta además con ejemplos de Alonso Cano (dos lienzos sobre san Juan Bautista), José de Ribera (La Virgen y el Niño), Murillo (San José con el Niño), Francisco Camilo (Mors Imperat o San Luis contemplando la muerte) y Vicente López Portaña.
La pintura italiana sobresale con la citada obra de Tiziano y con otros grandes autores como Mariotto di Nardo, Jacopo del Sellaio, Bernardino Luini, Sebastiano del Piombo (El cardenal Giovanni Salviati, h. 1530-31), Ludovico Mazzolino, Lorenzo Lotto, Gaudenzio Ferrari (Sagrada Familia con donante, h. 1520-30), Jacopo Bassano, Domenico Tintoretto, Veronés (Descanso en la huida a Egipto), Moroni, Padovanino, Bernardino Campi, Fede Galizia, Massimo Stanzione, Salvatore Rosa, Bernardo Strozzi, Domenico Gargiulo, Guercino (La Anunciación, Retrato de Fra Bonaventura Bisi), Francesco Albani, Carlo Dolci (San Juan Bautista, La Madonna azul), Mattia Preti, Luca Giordano (La invención del vino), Sassoferrato (Retrato del cardenal Rapaccioli), Sebastiano Conca, Giambattista Tiepolo, Gaspare Traversi, Francesco Guardi y Canaletto. Igualmente digno de reseñar es el Retrato del cardenal Francesco Del Monte dibujado por Ottavio Leoni. También se exhiben una Virgen con el Niño en estuco policromado de Lorenzo Ghiberti, un tondo de cerámica esmaltada de Andrea della Robbia y un Ángel arrodillado modelado en terracota por Giuliano Finelli según diseño de Bernini. 
Las escuelas del norte de Europa se hallan representadas por autores como Lucas Cranach el Viejo, Robert Campin, Albert Bouts, Cornelis van Cleve, Quintin Metsys, Adriaen Isenbrant, Jan Mostaert, Karel Du Jardin, Paulus Potter, Frans Post, Nicolaes Maes, Adam Pynacker, Caspar Netscher, Jan Steen, Van Dyck (Retrato de noble, San Andrés), Jacob Jordaens, Jan Fyt, Frans Snyders, David Teniers el Joven, Thomas Gainsborough, Joshua Reynolds, Joseph Wright of Derby, Benjamin West, Angelika Kauffmann (La poetisa Safo), Mengs (El sueño de José), Edward Burne-Jones y Jozef Israels. Destaca un retrato masculino pintado por Frans Hals, cuya pareja se conserva en el Rijksmuseum de Ámsterdam.
El arte francés tiene especial protagonismo, con dos ejemplos de Nicolas Poussin (La Sagrada Familia, El éxtasis de san Pablo), y de otros autores entre los siglos XVII y principios del XX como Gaspard Dughet, Simon Vouet, Nicolas Régnier, Jean-Marc Nattier, Rosa Bonheur, Eugène Boudin, Édouard Vuillard, Henri Le Sidaner... Aquí se guarda la serie de cuadros de Sébastien Bourdon Las Siete Obras de Misericordia, procedente de la catedral de Montpellier. Sin embargo, usualmente no se exhiben, acaso debido a su mala conservación. 
Mención aparte merece el grupo de pinturas de Rubens, con obras como un Retrato del cardenal infante don Fernando, el cuadro bíblico La huida de Lot y su familia de Sodoma y diversos cartones para tapices de la serie El triunfo de la Eucaristía, diseñada para el convento de las Descalzas Reales de Madrid. Estas grandes pinturas se exhiben con ostentosos marcos en una de las mayores salas de la pinacoteca.
La colección del siglo XX y arte actual incluye un grupo de cuatro obras de Marcel Duchamp: tres óleos juveniles, aún próximos al impresionismo, y un perchero de pared ya típico del dadaísmo. Cuenta también con ejemplos de Calder, Yves Tanguy, Tom Wesselmann, Robert Rauschenberg, Josef Albers, Jasper Johns, Alex Katz, Carlos Garaicoa, John Chamberlain... El fondo de fotografías incluye ejemplos de Richard Avedon, Diane Arbus, Cindy Sherman y polaroids de Andy Warhol. 
Un museo anexo dedicado al circo alberga la mayor colección mundial sobre el tema, con numerosas miniaturas y accesorios variopintos.

## Galería de obras

Tiziano, La Sultana Rossa.
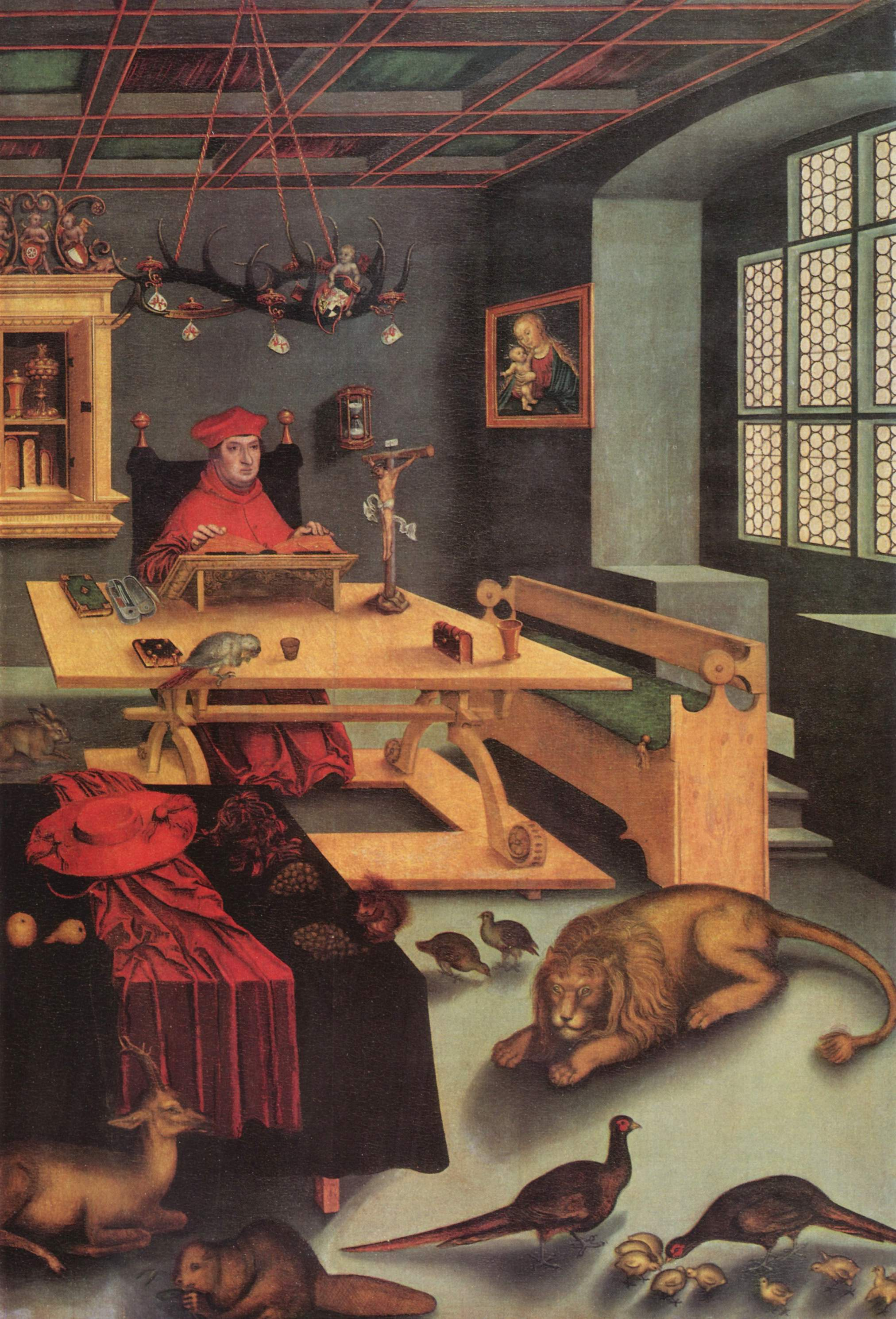
Lucas Cranach el Viejo, El cardenal Alberto de Brandeburgo como san Jerónimo.
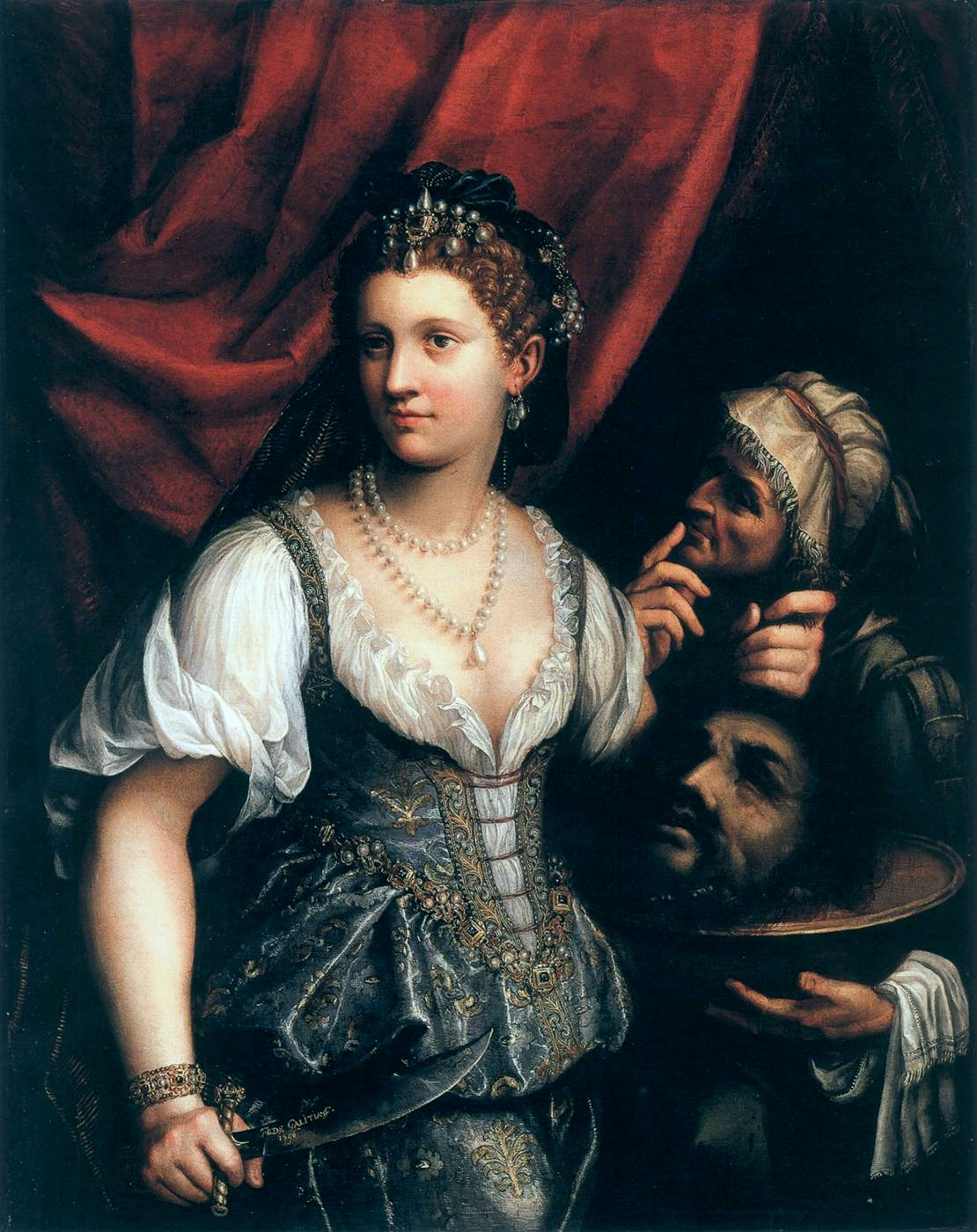
Fede Galizia, Judit con la cabeza de Holofernes.
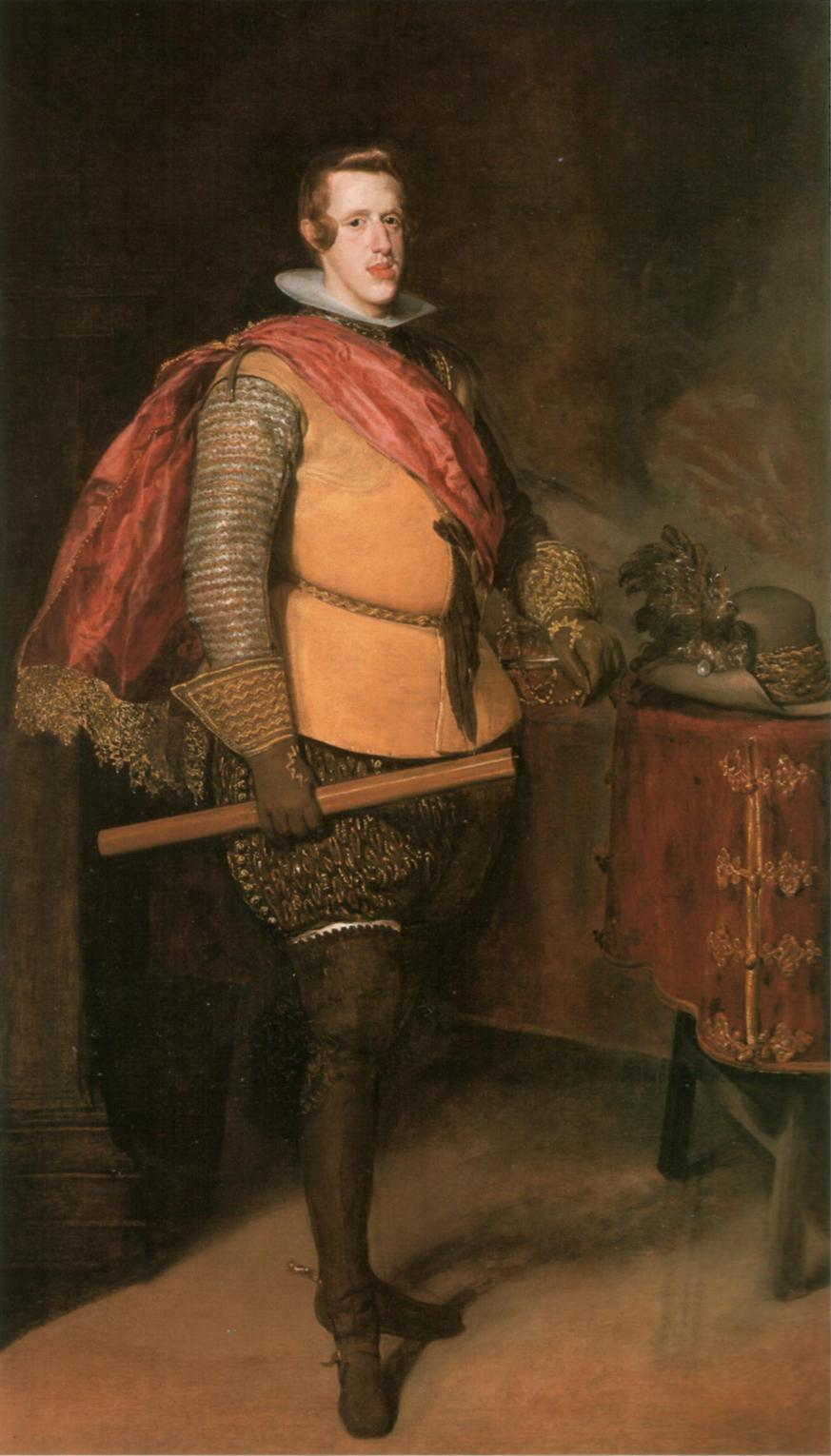
Atribuido a Velázquez, Felipe IV con jubón amarillo.
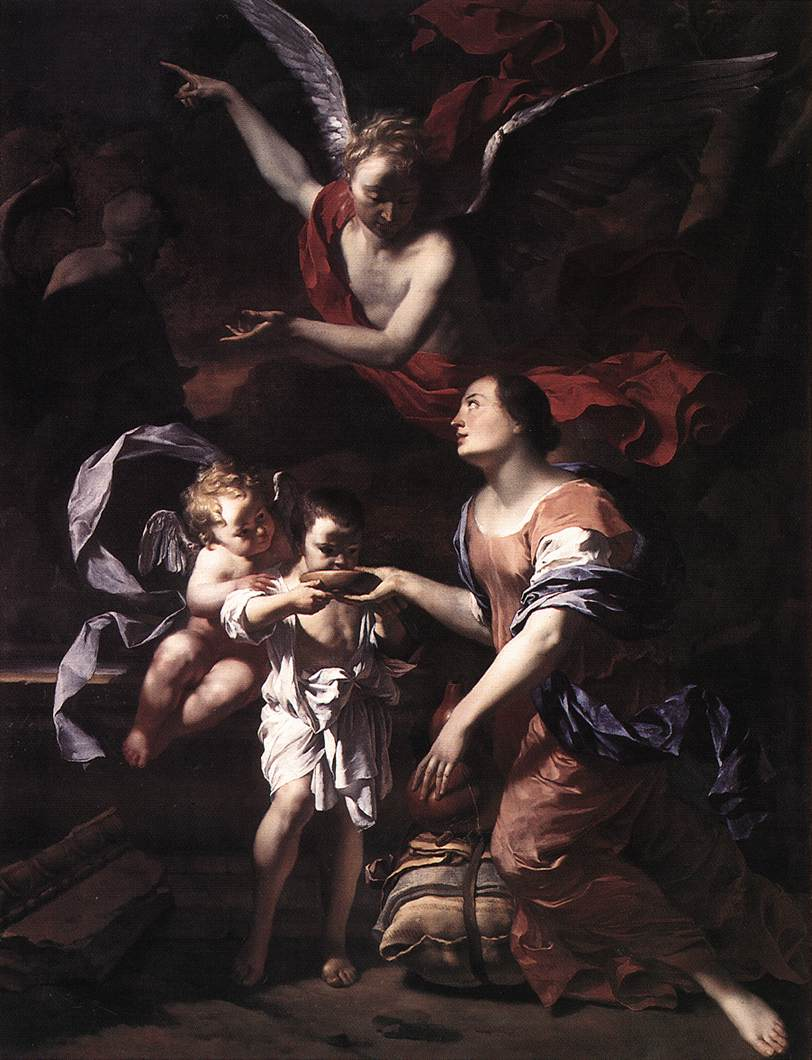
Karel Du Jardin, Agar e Ismael en el desierto.
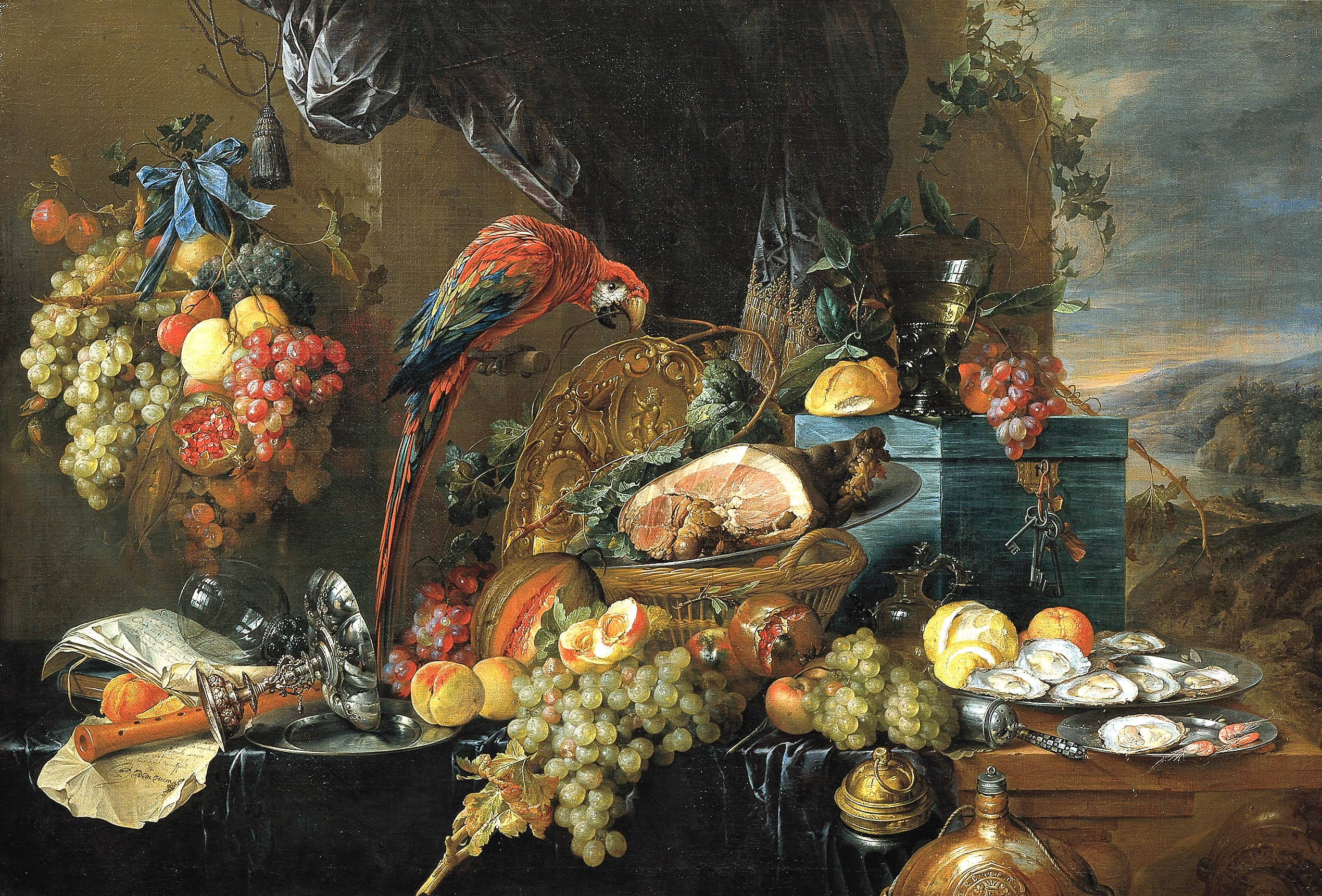
Jan Davidsz. De Heem, Bodegón con papagayo.
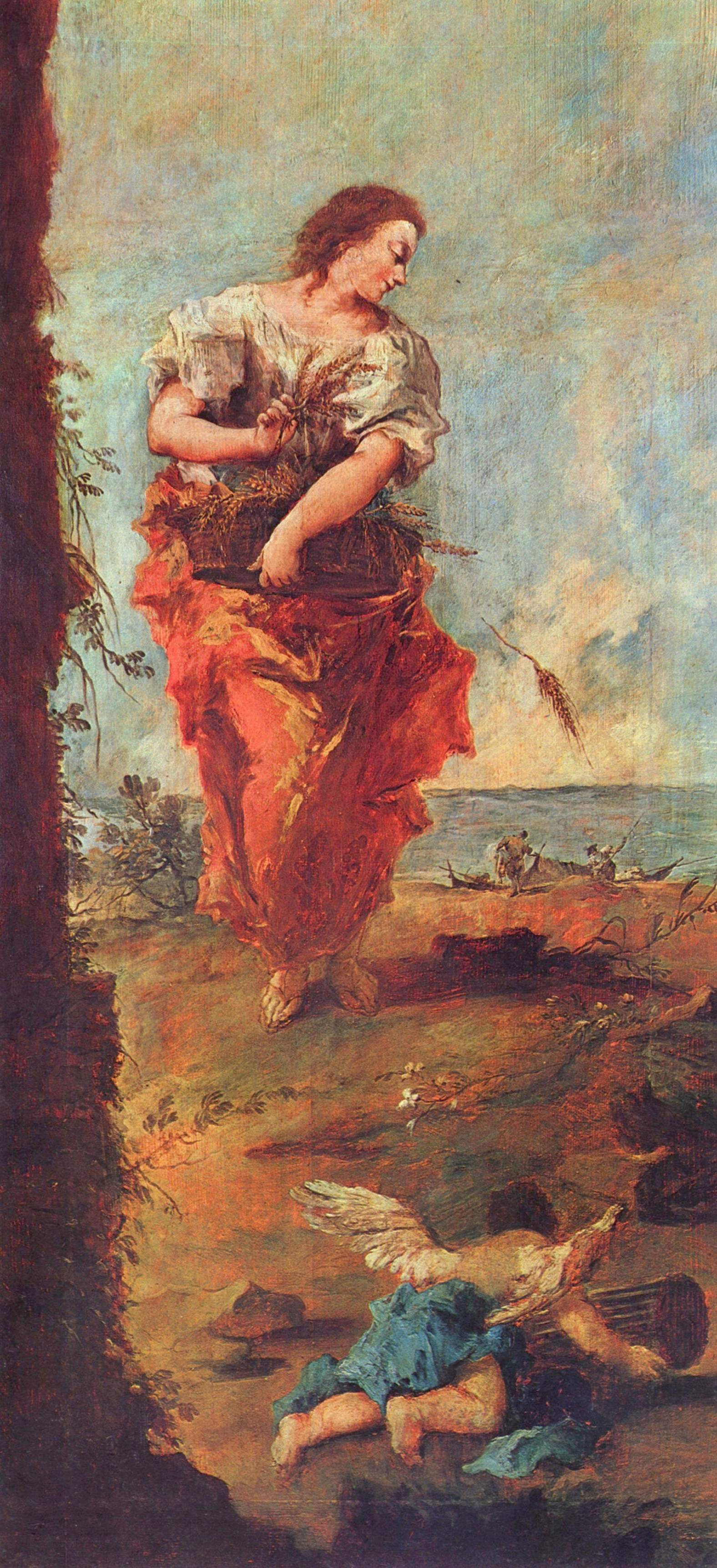
Guardi, Alegoría de la Arquitectura.